# Inhyeon
Inhyeon, född 1667, död 1701, var en koreansk drottning, gift med kung Sukjong. Hon tillhör de mest välkända drottningarna ur Joseondynastin och har varit föremål för flera historiska dramer. 

## Biografi
Inhyeon tillhörde klanen Yeoheung Min och var dotter till Min Yu-jung och hans andra maka Song ur klanen Eunjin Song. Hon blev gift med Sukjong som hans andra drottning vid 14 års ålder 1681. 
År 1688 födde kungens konkubin  Jang Ok-jeong en son. Sukjong vill då ge drottningtiteln till Jang Ok-jeong i stället. Noronpartiet under Song Si-yeol ställde sig då på Inhyeons sida. Kungen avrättade Song Si-yeol och en del andra och sände flera i exil. Han tog ifrån Inhyeon drottningtiteln och gav den åt Jang Ok-jeong. 
År 1694 gav kungen efter inför Soronpartiet, återkallade Inhyeon till palatset och återgav henne titeln drottning, medan Jang Ok-jeong återigen fick bli konkubin. Inhyeon fick inga barn. 
År 1701 avled Inhyeon av en okänd sjukdom, och hon ryktades ha blivit förgiftad. Kort efter hennes död ska Sukjong ha ertappat Jang Ok-jeong mitt i natten på hennes rum, där hon stack pilar i en docka och bad för Inhyeons död i närvaro av shamanprästinnor. Han lät då avrätta Jang Ok-jeong med gift. 

## Fiktion
Inhyeon biograferades av en av sina hovdamer i boken Inhyeon Wanghu Jeon. 